# Европейские антикапиталистические левые
«Европе́йские антикапиталисти́ческие ле́вые», ЕАКЛ — неформальная сеть европейских ультралевых организаций. Объединение было учреждено на конференции в Лиссабоне (Португалия) в марте 2000 года. Наиболее активно было в 2000—2006 годах. Начиная с 2008 года вновь проводятся регулярные конференции.

## Идеологические принципы
ЕАКЛ выступают против единой капиталистической Европы. Все участники объединения единогласно выступили против принятия Европейской конституции (Constitutional Treaty for the EU). Критика институтов Евросоюза проходит через все официальные заявления и декларации «Европейских антикапиталистических левых». В коммюнике, выпущенном по окончании второй конференции ЕАКЛ, проходившей в Париже в декабре 2000 года, говорилось:

«Мы, антикапиталистические партии и движения в Европе, боремся против институтов и политики Европейского союза. Мы боремся за другую Европу — социальную, демократическую, мирную и базирующуюся на рабочей солидарности, — за демократическое социалистическое общество. Мы боремся за радикальное изменение политики, перспективы и общества. Мы боремся за немедленное прекращение работы автократических механизмов Совета министров и постоянных Межправительственных конференций».

## История объединения
Первая встреча ЕАКЛ прошла в Лиссабоне в марте 2000 года. В ней принимали участие представители Шотландской социалистической партии, португальского Левого блока, Красно-зелёной коалиции из Дании, французской Революционной коммунистической лиги, норвежского Красного избирательного альянса, турецкой Партии свободы и солидарности и организация «Альтернативное пространство» из Испании.
На следующей конференции, проходившей в Париже в декабре 2000 года, к объединению присоединились Социалистический альянс (предшественник коалиции «Респект»), Социалистическая рабочая партия (Британия), «Zutik» (Страна Басков), «Солидарность» (Швейцария), «Левые» (Люксембург) и другие. Начиная с конференции в Брюсселе в декабре 2001 года в работе ЕАКЛ стала принимать участие итальянская Партия коммунистического возрождения.
Конференция ЕАКЛ в Копенгагене в декабре 2002 года проходила в период подготовки к войне в Ираке, о чём говорилось, среди прочего, в составленной радикальными левыми декларации. 6-я конференция ЕАКЛ в Афинах, 9—10 июня 2003 года, проходила уже в период военных действий в Ираке. Этому была посвящена резолюция, принятая участникам конференции, осуждавшая Соединённые Штаты Америки и НАТО.
Противодействие принятию Европейской конституции стало одной из основных тем проходивших конференций антикапиталистических левых Европы в Брюсселе и в Амстердаме в апреле и декабре 2004 года и Лондоне в ноябре 2005 года. на первых двух встречах были выработаны документы, в которых немало места уделялось критике конституции, предлагавшейся для ратификации во всех странах Евросоюза. Она определялась как антидемократическая и посягающая на основные социальные завоевания предшествующих лет.
Лондонская конференция 2005 года проходила уже после первых голосований по проекту Евроконституции. На референдумах во Франции (29 мая 2005) и Нидерландах (1 июня 2005) проект был отвергнут большинство голосов. В итоговом документе конференции ЕАКЛ, принятом 28 ноября, говорилось: «Результаты французского и голландского референдумов по Европейской конституции нанесли серьёзный удар неолиберальному проекту Европейского союза. Проект конституции ЕС умер, а сам ЕС в настоящее время находится в кризисе легитимности. Конституционный договор являлся итогом неолиберальной повестки дня, отстаиваемой как правоцентристскими, так и левоцентристскими европейскими правительствами».

## Участие в выборах в Европарламент (2009)
В июне 2009 года в выборах в Европарламент приняли участие несколько партий и объединений, близких к ЕАКЛ. Наилучшего результата добился португальский Левый блок, получивший 10,73 % голосов и 3 места в Европарламенте. Также неплохой результат показала ирландская Социалистическая партия — 2,73 % и 1 место. В Европарламент прошли член Красно-зелёной коалиции Серен Сендергаард, баллотировавшийся от Народного движения против ЕС и являвшийся депутатом с 2007 года, и лидер ирландской Соцпартии Джо Хиггинс.
Для некоторых организаций это были первые выборы в Европарламент. Французская Новая антикапиталистическая партия (НПА) получила 4,9 % голосов и не провела в парламент ни одного своего кандидата. Тем не менее, результат НПА оказался лучше результата Революционной коммунистической лиги и Рабочей борьбы, выставивших на выборах 2004 года единый список и получивших около 2,6 % голосов. Польская партия труда получила 1,95 % голосов, «Антикапиталистические левые» в Испании,     «Рабочая инициатива» (один из организаторов — Социалистическая партия) в Швеции, бельгийская Революционная коммунистическая лига/Социалистическая рабочая партия и Шотландская социалистическая партия — менее 1 %.

## Конференции «Европейских антикапиталистических левых»
- 2000, март — Лиссабон (Португалия)
- 2000, 4—5 декабря — Париж (Франция)
- 2001, 12—13 декабря — Брюссель (Бельгия)
- 2002, 18—19 июня — Мадрид (Испания)
- 2002, 9—10 декабря — Копенгаген (Дания)
- 2003, 9—10 июня — Афины (Греция)
- 2003, 10—11 ноября — Париж (Франция)
- 2004, апрель — Брюссель (Бельгия)
- 2004, декабрь — Амстердам (Нидерланды)
- 2005, 26—27 ноября — Лондон (Великобритания)
- 2006, 20—21 мая — Сен-Дени (Франция)
- 2007, 17—18 ноября — Лиссабон (Португалия)
- 2008, 18 сентября — Мальмё (Швеция)
- 2008, декабрь — Париж (Франция)
- 2009, апрель — Страсбург (Франция)

## Участники объединения
В объединении отсутствует четкая структура организаций-членов и организаций-наблюдателей. Статус участников может варьироваться в зависимости от степени участия в регулярно проходящих конференциях. В различном качестве в работе «Европейских антикапиталистических левых» принимали участие леворадикальные политические организации из многих стран Европы, в том числе:
- Бельгия: Революционная коммунистическая лига/Социалистическая рабочая партия — активный участник с Парижской конференции 2008 года.
- Великобритания
  -  Шотландия: Шотландская социалистическая партия — активный участник в 2000—2006 годах.
  -  Англия и  Уэльс: Социалистическая рабочая партия — активный участник с парижской конференции 2000 года.
  -  Англия и  Уэльс: Социалистическая партия — активный участник на конференциях в Париже и Брюсселе 2000 и 2001 годов, затем на конференциях в Париже, Брюсселе и Амстердаме в 2003—2004 и вновь с Парижской конференции 2008 года; участник в качестве наблюдателя на афинской конференции 2003 года.
  -  Англия и  Уэльс: Социалистический альянс — активный участник с парижской конференции в 2000—2003 годах.
  -  Англия и  Уэльс: Коалиция «Респект» — активный участник в 2004—2006 годах.
- Германия: Германская коммунистическая партия — принимала активное участие в конференциях в Лондоне в 2005 и Сен-Дени в 2006 годах; наблюдатель на конференции в Афинах в 2003 году.
- Дания: Красно-зелёная коалиция — активный участник с момента основания.
- Греция:
  - Партия «Синаспизмос» — наблюдатель с копенгагенской конференции 2002 года.
  - Организация «Объединенные антикапиталистические левые» — активный участник с парижской конференции 2008 года.
  - Социалистическая рабочая партия — активный участник с парижской конференции 2008 года.
  - Организация коммунистов-интернационалистов Греции — «Спартакос» — активный участник с парижской конференции 2008 года.
- Ирландия: Социалистическая партия — наблюдатель на конференции в Афинах в 2003 году, активный участник конференции в Париже в 2003 году.
- Италия:
  - Партия коммунистического возрождения — активный участник в 2001 (Брюссель) — 2003 (Афины) годах.
  - Ассоциация «Критическая левая» — активный участник с Парижской конференции 2008 года.
- Испания: «Антикапиталистические левые» (ранее — «Альтернативное пространство») — активный участник с момента основания.
  -  Страна Басков: «Зутик» — активный участник конференций в Мадриде в 2002 и Париже в 2003 годах.
  -  Каталония: Объединённые и альтернативные левые — наблюдатель на афинской конференции 2003 года, а затем активный участник в 2003—2006 годах.
- Люксембург: организация «Левые» — активный участник начиная с парижской конференции в 2000—2004 годах.
- Норвегия:
  - Красный избирательный альянс — активный участник лиссабонской и парижской конференций в 2000 году.
  - Партия «Красные» — активный участник конференции в Мальмё 2008 года.
- Польша: Польская партия труда — активный участник с Парижской конференции 2008 года.
- Португалия: Левый блок — активный участник с момента основания.
- Россия: Социалистическое движение «Вперёд» — активный участник конференции в Мальмё 2008 года.
- Турция: Партия свободы и солидарности — активный участник в 2000—2006 годах.
- Франция:
  - Революционная коммунистическая лига — активный участник с момента основания до самороспуска РКЛ в 2009 году.
  - Новая антикапиталистическая партия — активный участник с 2009 года.
- Швейцария: организация «Солидарность» — активный участник с парижской конференции 2000 года.
- Швеция: Социалистическая партия — активный участник с 2008 года.